# Коста Павлов (свещеник)
Вижте пояснителната страница за други личности с името Коста Павлов.
Коста Попмихалев Павлов е свещеник, брат на свещеника Павел Павлов от Ловеч.
Свещеник в Ловеч от 1840-те до 1870-те години и деен участник в църковно-освободителните борби.
Притежава богата библиотека, ограбена през 1877 г. по време на Руско-турската война. Спомоществовател за изданието на 6 книги.